# Banshee (seriál)
Banshee je americký akční televizní seriál vytvořený Jonathanem Tropperem a Davidem Schicklerem, který byl původně vysílán na stanici Cinemax od 11. ledna 2013 do 20. května 2016, ve čtyřech sezónách, které čítaly celkem 38 epizod.
Seriál vznikl v rámci snahy stanice Cinemax o vývoj původního obsahu. Druhá sezóna s 10 epizodami měla premiéru v lednu 2014. Tentýž měsíc byl Banshee prodloužen třetí sérii, která byla odvysílána v lednu 2015.V únoru 2015 byl seriál obnoven pro osmidílnou čtvrtou a poslední sezónu. Poslední epizoda byla uvedena 20. května 2016.

## Příběh
Hlavním hrdinou seriálu, který se odehrává ve fiktivním malém městečku Banshee v Pensylvánii, je záhadný bývalý zločinec (Antony Starr), který si přisvojí identitu Lucase Hooda, zavražděného šerifa města, aby se skryl před mocným zločineckým bossem Rabbitem (Ben Cross). Hood, který prosazuje svůj vlastní styl spravedlnosti, se pokouší usmířit se svou bývalou milenkou, Rabbitovou dcerou Anastasií (Ivana Miličević), která během Hoodova věznění sama přijala falešnou identitu, vdala se a založila rodinu. Hood se snaží udržet si novou identitu a zároveň se stále věnuje zločinné aktivitě po boku svých parťáků Joba (Hoon Lee) a Sugara (Frankie Faison) a dostává se do konfliktu s místním mafiánem Kaiem Proctorem (Ulrich Thomsen).

## Obsazení
- Antony Starr jako muž známý jako Lucas Hood: Bývalý trestanec a zloděj, který byl po 15 letech propuštěn z vězení a přijal identitu skutečného Lucase Hooda, nastupujícího šerifa Banshee, který v úvodní epizodě zemřel.
- Ivana Miličević jako Anastasiya „Ana“ Rabitova / Carrie Hopewell: Hoodova bývalá spolupachatelka a milenka. Žije v Banshee pod falešným jménem jako realitní makléřka se svým manželem Gordonem a dětmi Devou a Maxem, kteří o její minulosti nevědí. Taktéž se ukrývá před Rabbitem, svým otcem.
- Ulrich Thomsen jako Kai Proctor: Král zločinu a podnikatel v Banshee. Proctor byl původně členem amišské komunity v Banshee, ale opustil víru kvůli zločinu.
- Frankie Faison jako Sugar Bates: Vysloužilý profesionální boxer a bývalý trestanec, který se stal majitelem baru. Přátelí se s Hoodem a je si vědom, že je zločinec.
- Hoon Lee jako Job: Počítačový hacker a Hoodův komplic. Job je crossdresser.[3][4][5] Také se skrývá před Rabbitem a po odhalení své identity je nucen se přestěhovat do Banshee.
- Ben Cross jako Igor „Rabbit“ Rabitov: Nelítostný ukrajinský gangster, který se chce pomstít Hoodovi za to, že ho okradl a poštval proti němu svou dceru Anastasii.
- Lili Simmons jako Rebecca Bowman: Mladá bývalá amišská dívka, která ve dne žila zbožný život se svým otcem Eliášem, ale v noci byla vzpurná a sexuálně promiskuitní, dokud její rodina neobjeví její dvojí život a nevyhodí ji. Je Proctorovou neteří a jedinou členkou amišské komunity, se kterou je v kontaktu. Její strýc si ji vezme pod svá křídla a začne ji mentorovat v životě zločinu.
- Rus Blackwell jako Gordon Hopewell: Okresní prokurátor v Banshee a Cariin manžel. Je hrdinou Války v Zálivu a vysloužilým mariňákem.
- Matt Servitto jako Brock Lotus: Zástupce šerifa v Banshee a nejdéle sloužící člen jednotky.[6] Brock se měl stát novým šerifem ještě před jmenováním skutečného Hooda a je rozhořčen, že byl upozaděn.

## Vysílání
| Řada | Díly | Premiéra v USA | Premiéra v USA  |
| Řada | Díly | První díl      | Poslední díl    |
| ---- | ---- | -------------- | --------------- |
| 1    | 10   | 11. ledna 2013 | 15. března 2013 |
| 2    | 10   | 10. ledna 2014 | 14. března 2014 |
| 3    | 10   | 9. ledna 2015  | 13. března 2015 |
| 4    | 8    | 1. dubna 2016  | 20. května 2016 |